# Vizinga
Vizinga (russe : Визинга, komi : Визин, Vizin) est un village et le centre administratif du raïon de Sysola de la république des Komis en Russie.

## Géographie
Vizinga est situé sur la rive de la Bolshaya Vizinga, un affluent de la rivière Sysola, à 88 kilomètres à l'est de la capitale Syktyvkar de la république.
Le tronçon Kirov-Syktyvkar de la route  traverse le village.

## Histoire
Le pogost de Vizinga et les petits villages qui l'entourent ont été mentionnés pour la première fois en 1586.
Les habitants pratiquaient l'agriculture, l'élevage et la chasse.
En 1926, Vizinga est devenu le centre de la paroisse de Sysola et en 1929, le centre du raïon de Sysola.

## Démographie
La population de Vizinga a évolué comme suit:
| 1939  | 1959  | 1970  | 1979  | 1989  |
| ----- | ----- | ----- | ----- | ----- |
| 1 119 | 3 565 | 4 459 | 5 572 | 7 014 |

| 2002  | 2010  | 2021  | - | - |
| ----- | ----- | ----- | - | - |
| 7 140 | 6 810 | 6 353 | - | - |

## Galerie

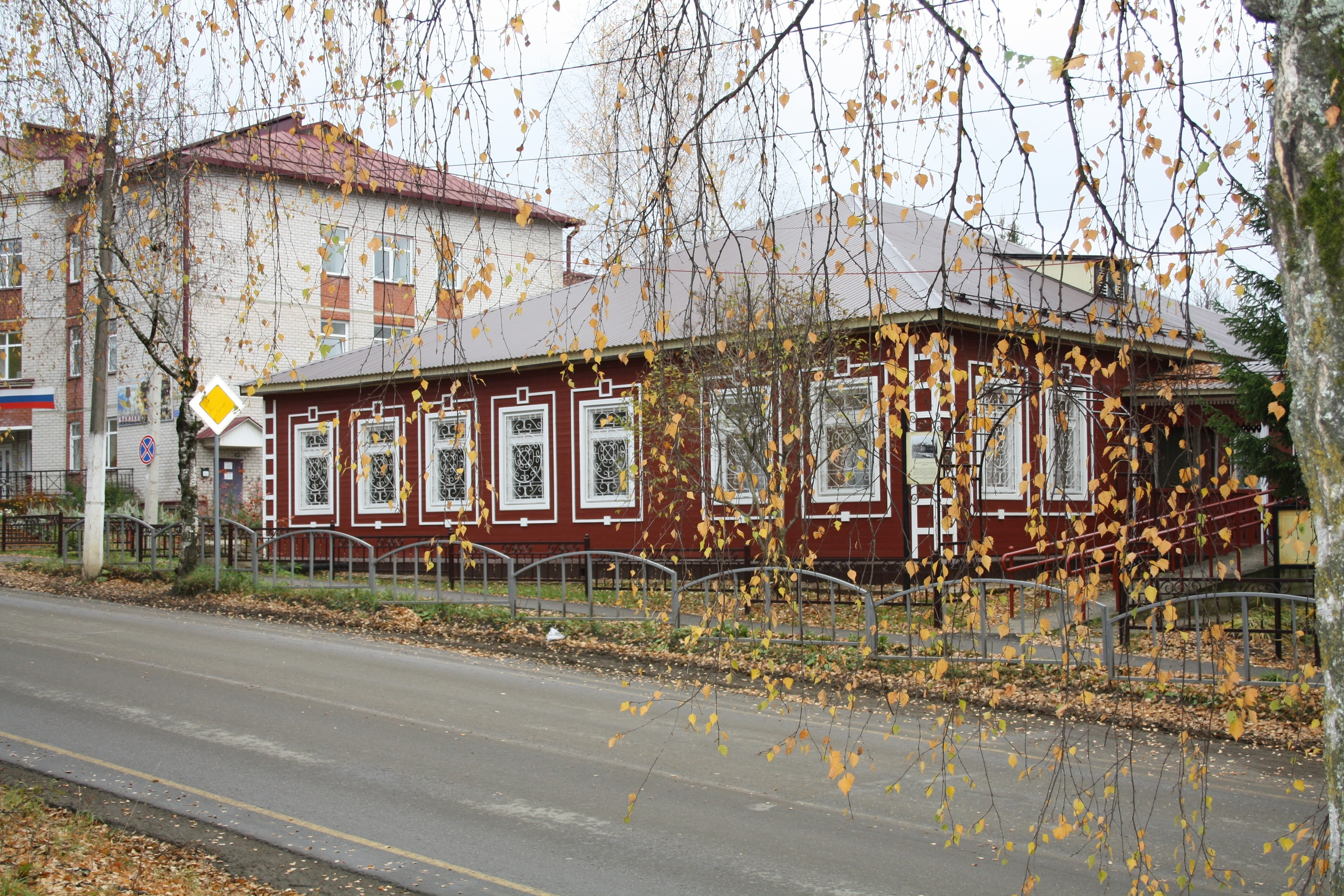
Rue Sovetskaya, 29, Vizinga